# 1953 a tudományban
Az 1953. év a tudományban és a technikában.

## Díjak
- Nobel-díjak
  - Fizikai Nobel-díj: Frits Zernike
  - Fiziológiai és orvostudományi Nobel-díj: Hans Adolf Krebs, Fritz Albert Lipmann
  - Kémiai Nobel-díj: Hermann Staudinger

## Születések
- január 21. – Paul Allen amerikai informatikus, üzletember, Bill Gatessel együtt a Microsoft alapítója († 2018)
- március 6. – Carolyn Porco amerikai csillagász, planetológus, a külső Naprendszer kutatója
- április 11. – Andrew Wiles az Amerikai Egyesült Államokban élő angol matematikus
- augusztus 31.– Pavel Vinogradov orosz mérnök-űrhajós
- szeptember 2. – Gerhard Thiele német fizikus, űrhajós
- november 1. – Nancy Jan Davis amerikai űrhajósnő

## Halálozások
- február 25. – Szergej Nyikolajevics Vinogradszkij orosz származású francia bakteriológus (* 1856)
- május 21. – Ernst Zermelo német matematikus (* 1871)
- június 7. – Róheim Géza magyar-amerikai néprajzkutató, az etnológia pszichoanalitikai irányzatának világhírű személyisége (* 1891)
- július 14. – Richard von Mises matematikus, fizikus, filozófus (* 1883)
- augusztus 15. – Ludwig Prandtl német gépészmérnök és fizikus (* 1875)
- szeptember 28. – Edwin Hubble amerikai csillagász, többek között a kozmikus vöröseltolódás felfedezője  (* 1889)
- október 13. – Szergej Ivanovics Beljavszkij orosz, szovjet csillagász (* 1883)
- december 19. – Robert Millikan fizikai Nobel-díjas amerikai kísérleti fizikus (* 1868)